# Bactris dianeura
Bactris dianeura är en enhjärtbladig växtart som beskrevs av Karl Ewald Maximilian Burret. Bactris dianeura ingår i släktet Bactris och familjen Arecaceae. Inga underarter finns listade i Catalogue of Life.